# Leibniz-Gymnasium (Essen)
Das Leibniz-Gymnasium ist ein städtisches Gymnasium für Mädchen und Jungen der Sekundarstufen I und II im Essener Stadtteil Altenessen mit 1068 Schülern, die von 87 Lehrern unterrichtet werden. Damit ist es eines der größten städtischen Gymnasien in Essen.

## Geschichte
Im Jahr 1905 wurde die Schule als Realgymnasium für Knaben gegründet. Bis zur Einweihung des jetzigen Schulgebäudes 1908 fand der Schulbetrieb im alten Waisenhaus an der Altenessener Straße statt. In den Folgejahren wurde eine Realschule – später Oberrealschule – an das Realgymnasium Altenessen angegliedert, so dass im Jahr 1928 ein Erweiterungsbau erforderlich wurde, um 500 Schüler in 18 Klassen unterbringen zu können.
Während des Zweiten Weltkrieges wurde das Gebäude 1943 durch Bombenangriffe zerstört. Es wurde in Eigenhilfe wieder aufgebaut und 1945 konnte der Unterricht wieder beginnen. Im Jahr 1948 wurde die Schule dann umbenannt in „Leibniz-Schule  –  Städtisches neusprachliches Gymnasium in Essen-Altenessen“. Es war weiterhin ein Gymnasium nur für Jungen. Erst 1972 begann die Koedukation. Wegen steigender Schülerzahlen erfolgte 1974 eine Erweiterung des Schulgebäudes und 1995 die Übernahme der Schule an der Mallinckrodtstraße als Außenstelle.

## Schullandheim
Seit den 1930er Jahren verfügt die Schule über ein schuleigenes Schullandheim in Rhade, einem ländlichen Stadtteil der Stadt Dorsten, am südlichen Rand des Münsterlandes. Die Klassen 5, 6, 7, 8, 9 und 10 fahren jährlich hierher, um Lernen und Leben ohne die organisatorischen Zwänge von Schule als Einheit zu erleben. Die Aufenthalte sollen belebend auf die sozialen Bedingungen und das Lernklima in den Klassen hinwirken. Nach umfassenden Umbaumaßnahmen in den Jahren 1993–1995 kann das Schullandheim heute auch für internationale Begegnungen und Kongresse genutzt werden. In unregelmäßigen Abständen wird das Landheim auch für außerplanmäßige Fahrten der Oberstufen und für Altschülertreffen genutzt.

## Trivia
Ein Schüler belegte beim Bundeswettbewerb der Internationalen Philosophie-Olympiade 2008 den zweiten Platz und erhielt bei der internationalen Entscheidung eine ehrenvolle Auszeichnung („honourable mention“).